# Historias de la tele (película)
Historias de la tele (título original: The Big Time) es una película estadounidense de drama de 2002, dirigida por Paris Barclay, escrita por Carol Flint y basada en la obra Nuestro pueblo de Thornton Wilder, musicalizada por Stanley Clarke, en la fotografía estuvo Neil Roach y los protagonistas son Dylan Baker, Molly Ringwald y Christopher Lloyd, entre otros. El filme fue realizado por John Wells Productions y Warner Bros. Television, se estrenó el 20 de octubre de 2002.

## Sinopsis
Corre el año 1948 en Manhattan, un conjunto variado de individuos se compromete a lograr que la naciente Empire Network se convierta en un éxito.